# Cristoval
Cristoval, en portugués: Cristóval, es una freguesia portuguesa del concelho de Melgazo, con 4,74 km² de superficie y 619 habitantes (2001). Su densidad de población es de 130,6 hab/km². En esta parroquia se encuentra la pequeña aldea de Cevide, el lugar más situado al norte de Portugal.